# Newcastelia roseoazurea
Newcastelia roseoazurea là một loài thực vật có hoa trong họ Hoa môi. Loài này được Rye mô tả khoa học đầu tiên năm 1996.